# Marcel Marcilloux
Marcel Marcilloux (Aix-en-Provence, 3 ottobre 1980) è uno schermidore francese, vincitore di due medaglie d'oro ai campionati mondiali di scherma.

## Palmarès
- Mondiali di scherma

Torino 2006: oro nel fioretto a squadre.
San Pietroburgo 2007: oro nel fioretto a squadre.
Catania 2011: argento nel fioretto a squadre.
Budapest 2013: bronzo nel fioretto a squadre.
- Europei di scherma

Zalaegerszeg 2005: bronzo nel fioretto a squadre.
Sheffield 2011: argento nel fioretto a squadre.